# Magda Szabó
Magda Szabó (Debrecen, 5 de octubre de 1917 – Kerepes, 19 de noviembre de 2007) fue una escritora húngara, considerada una de las mejores novelistas en húngaro de la historia. También escribió teatro, poesía, ensayos, traducciones y memorias.

## Biografía
Nació en el seno de una familia burguesa. Se licenció en Filología latina y húngara en la Universidad de Debrecen. Al terminar sus estudios, trabajó como profesora en varias escuelas de Debrecen y Hódmezővásárhely, entre ellas una escuela calvinista para niñas. Entre 1945 y 1949, estuvo trabajando en el Ministerio de Religión y Educación. En 1947, contrajo matrimonio con el también escritor y traductor Tibor Szobotka. 
Su carrera como escritora comenzó con la publicación de un libro de poemas, Bárány ("Cordero", 1947), A continuación publicó Vissza az emberig ("Regreso a lo humano", 1949). En 1949, le concedieron el Premio Baumgarten de literatura, pero le fue arrebatado por razones políticas el mismo día de la entrega y ese mismo año fue despedida del Ministerio en el que estaba trabajando. Posteriormente, entre 1949 y 1956, durante el régimen estalinista de Mátyás Rákosi, el gobierno húngaro no le permitió publicar sus obras y dado que su marido también estaba desempleado y estigmatizado por el régimen comunista, se vio obligada a dar clases en una escuela elemental.
Durante estos años de involuntario silencio comprendió que la poesía le resultaba demasiado rígida para expresar sus pensamientos, y comenzó a ensayar con la prosa. Su primera novela, Fresco, escrita en aquellos años, se publicó en 1958 y logró un gran éxito de crítica y público. En 1959, se editó El cervatillo, una crítica al régimen comunista húngaro de la época. Esta obra logró ser publicada fuera de Hungría y traducida al alemán, hecho que convirtió a Szabó en una disidente.
Recibió numerosos premios como novelista en Hungría, y sus obras se publicaron en más de 40 países. En 2003, ganó el premio francés Prix Fémina a la mejor novela extranjera por La Puerta. Su novela Abigail, aparece entre las diez más populares para los húngaros en una encuesta organizada por la televisión nacional de Hungría. Otras tres de sus obras también se encuentran entre las 100 más conocidas por los húngaros.
Muchas de las novelas de Szabó tienen inspiración autobiográfica y en algunas habla de las dificultades del destino femenino y de las relaciones. Es una de las autoras más traducidas de la literatura húngara.

## Obras

### Traducidas al español
- Resentimiento, Caralt editories (1964)
- Calle Katalin, Monte Ávila (1972)[5]
- La puerta, Mondadori (2005) ISBN 9788439710875
- La balada de Iza, Mondadori (2008) ISBN 9788439721314[6][7]
- El corzo, Minúscula (2018) ISBN 978-84-948348-0-6

### En húngaro
- Bárány (poemas, 1947)
- Vissza az emberig (poemas, 1949)
- Ki hol lakik (libro ilustrado en verso, 1957)
- Mondják meg Zsófikának (novela juvenil, 1958)
- Freskó (novela, 1958)
- Bárány Boldizsár (cuento en verso, 1958)
- Neszek (poemas, 1958)
- Marikáék háza (libro ilustrado en verso, 1959)
- Sziget-kék (novela corta, 1959)
- Az őz (novela, 1959)
- Vörös tinta (guion, 1959)
- Disznótor (novela, 1960)
- Álarcosbál (novela juvenil, 1961)
- Születésnap (novela, 1962)
- Pilátus (novela, 1963)
- A Danaida (novela, 1964)
- Hullámok kergetése (notas de viaje, 1965)
- Tündér Lala (novela corta, 1965)
- Eleven képét a világnak (dramas, 1966)
- Fanni hagyományai (drama, 1966)
- Alvók futása (relatos, 1967)
- Mózes egy, huszonkettő (novela, 1967)
- Zeusz küszöbén (notas de viaje, 1968)
- Katalin utca (novela, 1969)
- Abigél (novela juvenil, 1970)
- Ókút (novela, 1970)
- Kiálts, város! (obra de teatro, 1971)
- A szemlélők (novela, 1973)
- Az órák és a farkasok (dramas, 1975)
- Szilfán halat (antología de poemas, 1975)
- Az a szép, fényes nap (obra de teatro, 1976)
- Régimódi történet (novela, 1977)
- Kívül a körön (ensayos, críticas, 1980)
- Erőnk szerint (dramas, 1980)
- Megmaradt Szobotkának (memorias, 1983)
- Béla király (trilogía dramática, 1984)
- Az ajtó (novela, 1987)
- Az öregség villogó csúcsain (traducciones literarias, 1987)
- Záróvizsga (ensayos, estudios, 1987)
- A pillanat (Creusais) (novela, 1990)
- A félistenek szomorúsága (ensayos, estudios, 1992)
- Szüret (dramas, 1996)
- A lepke logikája (escritos publicitarios, 1996)
- A csekei monológ (drama en un solo acto, 1999)
- Mézescsók Cerberusnak (relatos, 1999)
- Merszi, Möszjő (escritos publicitarios, 2000)
- Für Elise (novela, 2002)
- Békekötés (radiocomedia, 2006)
- Örömhozó, bánatrontó - Levelek a szomszédba (correspondencia, 2009)
- Drága Kumacs - Levelek Haldimann Évának (correspondencia, 2010)
- Liber Mortis (2011)